# William Snow Harris
William Snow Harris (Plymouth, 1 april 1791 – aldaar, 22 januari 1867) was een Engelse arts en elektrotechnicus. Vanwege zijn uitvinding van bliksemafleiders voor schepen was zijn bijnaam Thunder-and-Lightning Harris. Een van de succesvolste testschepen was de HMS Beagle, die enkele blikseminslagen schadevrij overleefde op haar beroemde reis met Charles Darwin.

## Biografie
Sir William Snow Harris verkreeg zijn basisonderwijs op de Plymouth gymnasium om vervolgens een studie medicijnen te voltooien aan de universiteit van Edinburgh. Vervolgens had hij een huisartsenpraktijk in Plymouth. Na zijn huwelijk in 1824 stopte hij met zijn praktijk om zich volledig te richten op de elektrotechniek.
Reeds in 1820 had hij een nieuwe methode uitgevonden om bliksemafleiders te bevestigen aan schepen. Het bijzonderde aan zijn ontwerp was de metalen geleider permanent bevestigd was aan de mast en doorliep tot door de scheepsromp. Met veel moeite en pas in 1847 werd zijn uitvinding aangenomen door de Britse regering voor de Koninklijke marine. Zijn systeem werd voor het eerst toegepast door de Russische marine. In 1845 werd hij door de tsaar, ter erkenning voor zijn verdiensten, beloond met een waardevolle ring en een vaas.
Hij zette zijn onderzoek naar elektriciteit verder voort maar dit leverde geen nieuwe uitvindingen op. Wel schreef hij een aantal werken op het gebied van elektriciteit en magnetisme, waarvan Treatise on Frictional Electricity postuum in 1867 werd gepubliceerd.

## Erkenning
Zijn verhandeling On the Relative Powers of various Metallic Substances as Conductors of Electricity, gelezen voor de Royal Society in 1826, zorgde ervoor dat hij in 1831 werd toegelaten als lid van de society. In 1835 ontving hij van de Royal Society de Copley Medal voor zijn werk over de wetten van elektriciteit bij hoogspanning. In 1847 werd hij geridderd, nadat zijn systeem door de Britse marine was aangenomen en succesvol bleek te zijn, en kreeg hij een beloning van £ 5000,-.